# João Daudt Filho
João Daudt Filho (Santa Maria, 1858 — Rio de Janeiro, 1948) foi um farmacêutico e empresário brasileiro.
Formado na Faculdade de Farmácia do Rio de Janeiro, retornou a Santa Maria prestigiado, por se tratar do segundo diplomado da cidade
Participou do grupo fundador da Escola Livre de Farmácia e Química Industrial em Porto Alegre, que depois fundida com o Curso de Partos de Protásio Alves, daria origem à Faculdade de Medicina e Farmácia de Porto Alegre, em 1898.
Em 1904, Daudt Filho mudou-se para o Rio de Janeiro, onde construiu uma unidade industrial no centro da cidade.
Em 1912, instala, juntamente com os sobrinhos Felipe e João, a firma Daudt, Oliveira & Cia, que detém direitos sobre três produtos já consagrados no mercado nacional: o elixir A saúde da mulher, a pomada Boro-borácica e o xarope Bromil.
No Rio Grande do Sul possuía contato pessoal com Gaspar Silveira Martins e Júlio de Castilhos. Teve em seu círculo de amizades, grandes personalidades, intelectuais e políticos, como Carlos Drummond de Andrade, Graciliano Ramos, Rodolpho Pinto do Couto e Getúlio Vargas.
Foi também gerente da companhia de Gás do estado do Rio Grande do Sul.